# Дома 62 км
Дома 62 км — упразднённый населённый пункт в Воткинском районе Удмуртской Республики России. Исключен из учётных данных в 2004 году.

## География
Населённый пункт находится в восточной части республики, в подзоне южной тайги, к северу от реки Июль на расстоянии примерно 34 километров (по прямой) к юго-западу от города Воткинска, административного центра района.

### Климат
Климат характеризуется как умеренно континентальный, с продолжительной холодной многоснежной зимой и коротким относительно жарким летом. Среднегодовая температура воздуха — 1,4 °С. Средняя температура воздуха самого тёплого месяца (июля) — 17,5 °C (абсолютный максимум — 34,3 °C); самого холодного (января) — −15 °C (абсолютный минимум — −43 °C). Вегетационный период длится 160 дней. Среднегодовое количество атмосферных осадков составляет 527 мм, из которых 376 мм выпадает в период с апреля по октябрь. Снежный покров держится в течение 172 дней.

## Население
Согласно результатам переписи 2002 года, население отсутствовало.